# USS Skate (SSN-578)
USS Skate (SSN 578) (англ. Skate — рыба скат) — американская атомная подводная лодка, построенная в 1955—1958 годах. Была головным кораблём типа «Скейт» и вторым кораблём в ВМС США с таким названием (англ. Skate — рыба скат).

## История
Заказ на постройку лодки был выдан 18 июля 1955 года. Лодка была заложена 21 июля 1955 года на верфи компании Electric Boat в Гротоне. 16 мая 1957 года лодка была спущена на воду, крёстной матерью корабля стала Льюис Л. Штраусс. 23 декабря того же года «Скейт» вошла в строй, первым командиром лодки был коммандер Джеймс Ф. Кэлверт.
30 июля 1958 года «Скейт» вышла в арктический поход, став второй после «Наутилуса» американской подлодкой, прошедшей под Северным полюсом и первой в мире подводной лодкой, сумевшей на нём всплыть. За этот поход корабль получил благодарность части Военно-морского флота.
В 1965 году «Скейт» первой была усовершенствована, в соответствии с программой SUBSAFE (подводная безопасность), разработанной после гибели лодки «Трешер». В октябре 1968 года совершила поход в Средиземное море, где взаимодействовала с Шестым флотом. Затем, в 1970-х годах совершила ещё несколько полярных походов.
«Скейт» была выведена из состава флота 12 сентября 1986 года, 30 октября была списана, 14 апреля 1994 года была передана для переработки и деактивации на верфь Пьюджет-Саунд (Бремертон, округ Вашингтон). Окончательно разобрана и утилизирована 6 марта 1995 года.